# Club swinger

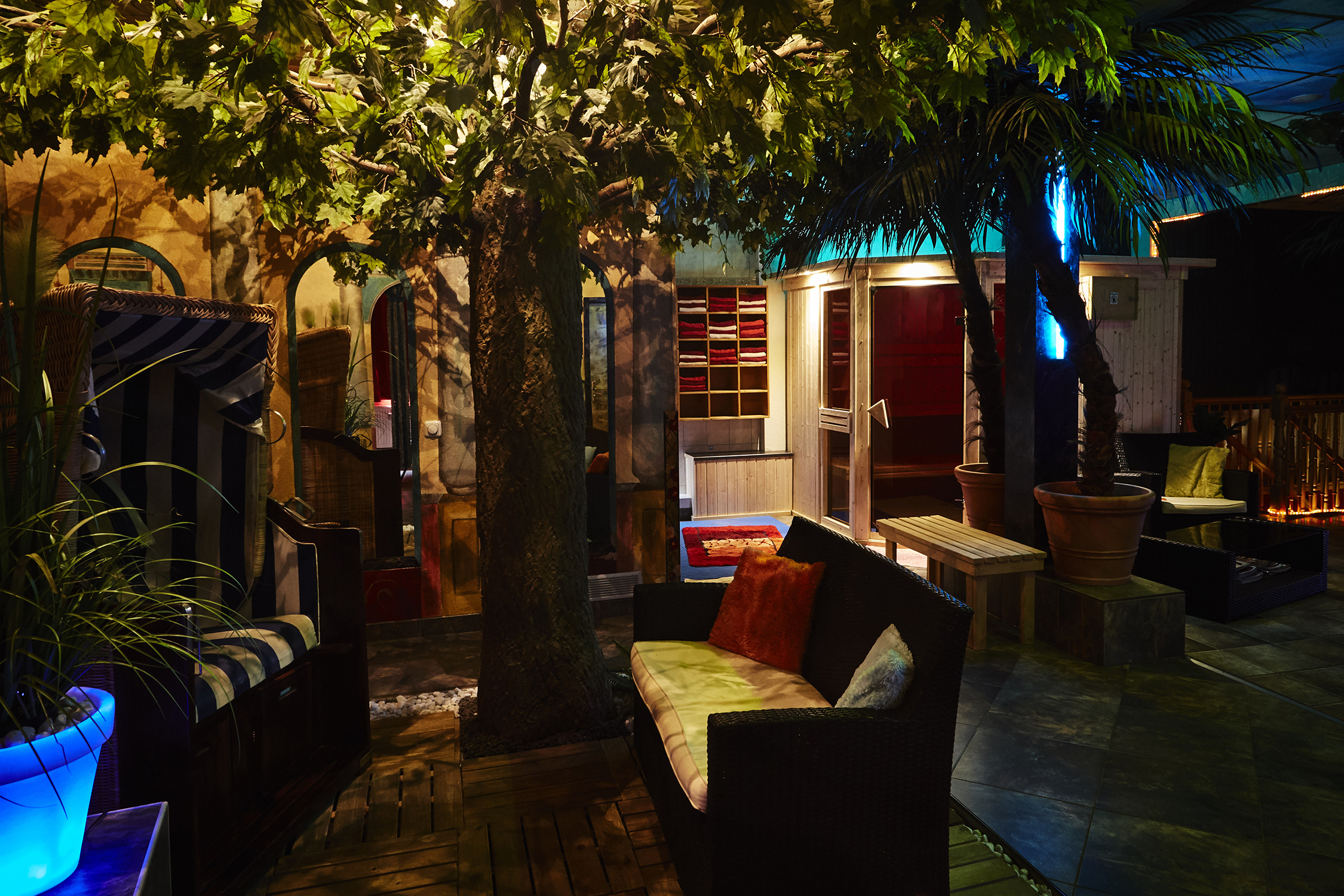
Interior de un club swinger.

Los clubes swinger también conocidos como clubes sexuales, son clubes donde se reúnen swingers. El término swinger deriva del verbo en inglés to swing (que significa columpiarse, balancearse, oscilar, moverse de un lado a otro, moverse libremente). El término swinging se popularizó en la segunda mitad del siglo XX para referirse a personas que deciden vivir su sexualidad libremente con diferentes parejas, más allá de la moral convencional y los tabúes sociales. Estos clubes suelen ser lugares de encuentro privados para practicar sexo en grupo entre parejas adultas que dan su consentimiento. La mayoría de las veces incorporan las prácticas sexuales del intercambio de pareja. 
Se trata por lo general de grupos formales o informales que organizan actividades relacionadas con el sexo, o establecimientos en los que los clientes pueden participar en actos sexuales con otros clientes. De acuerdo con O'Byrne y Watts (2011), estos clubes ofrecen un ambiente de sexo colectivo para que parejas tengan sexo con otros individuos y/o parejas como parte de su relación.El principal objetivo de los clientes suele ser el de compartir placeres a corto plazo, al tiempo que se alejan de sus rutinas habituales y evitan relaciones continuas o indiscretas. Algunos clientes también frecuentan estos lugares para divertirse en un «ambiente relajado» sin buscar realmente el sexo, sino que se trata más bien de salir en un ambiente de mayor apertura y con más personas afines en lo que a erotismo y sexo se refiere.
Los clubes swingers difieren en algunos aspectos en diferentes países. Con todo, en la mayoría existen zonas donde se practica el sexo, separadas de zonas de baile, comida o relajación. Muchos de estos clubes tienen piscina, sauna y son muy estrictos en cuanto a higiene y modales. En los clubes swinger se ofrece a la gente la oportunidad de vivir sus fantasías y prácticas sexuales en forma de intercambio de parejas, voyerismo, exhibicionismo y sexo en grupo. 
Los clubes swingers se diferencian de los burdeles en que, mientras los clientes del club swinger pagan una tarifa de entrada o una cuota de membresía anual, solo les es posible tener relaciones sexuales con otros clientes, y no con trabajadoras o trabajadores sexuales. 

## Tipos
Los clubes swinger difieren en algunos sentidos de país a país, dependiendo entre otras cosas de la legislación respecto a las prácticas sexuales. Existen por ejemplo clubes sólo para parejas, así como otros que también están abiertos a personas solteras. Estos últimos son frecuentados predominantemente por hombres y parejas, y menos frecuentemente por mujeres solteras.
Otros clubes pueden ser llamados clubes nudistas o clubes de sauna, y en algunos países pueden emplear o admitir trabajadoras o trabajadores sexuales. Otro tipo similar de club es un club masturbación en el que los miembros, ya sean de un solo género o mixtos, se masturban simultáneamente en salas públicas o privadas. Por lo general, el coito están prohibido en tales clubes.
Existe asimismo en algunos países, como en los EE. UU., un grupo muy numeroso y creciente de clubes sexuales privados que, para evitar problemas legales, no operan en un lugar específico. Tales clubes u organizaciones se enfocan en organizar fiestas privadas en casas u hoteles alquilados y utilizan Internet para aumentar su membresía. Incluyen por lo general una pequeña tarifa de entrada y solo se puede asistir a sus fiestas por invitación. Estos clubes y sus fiestas con frecuencia son especializados u orientados a comunidades o grupos específicios, por ejemplo a personas de determinada orientación sexual, o según criterios aún más específicos, por ejemplo, hombres con barba o personas interesadas en BDSM y kink. El primer club sexual de este tipo exclusivo para hombres gay afroamericanos en los EE. UU. fue Black Jack, fundado en 1986 por Alan Bell.
Es común que los clubes swinger tengan algún tipo de presencia en línea. Además, la mayoría de aplicaciones de citas en línea para adultos y de aplicaciones enfocadas en swingers suelen ofrecer listados de clubes swinger, complejos turísticos y eventos para las personas interesadas. Si bien no existe una organización general sin fines de lucro de clubes swinger como tal, la North American Swing Club Association (NASCA International) sirve como una organización coordinadora para los grupos de swinging en general en los EE. UU.

## Características
Si bien estos clubes suelen variar de región a región y de país a país, algunos elementos son comunes. Por ejemplo, suelen tener zonas de casilleros y vestidores, un mostrador o barra, zonas de comida, duchas y una zona separada para actividades sexuales. Esta «zona de sexo» suele estar dividida en diferentes áreas temáticas, por ejemplo, un gran «patio de recreo» para el sexo en grupo, una pequeña habitación donde se pueden recibir tocamientos desde el exterior (agujero glorioso), cuartos oscuros, habitaciones con sillas ginecológicas y, a menudo, también mesas de masajes. Pueden también tener cuartos con cerradura a los que las personas o parejas pueden retirarse. En ocasiones, en los clubes swinger se proyectan continuamente secuencias de películas porno en uno o varios monitores, y el uso de la música varía en las diferentes salas. En clubes donde hay más hombres que mujeres, suele haber salas separadas para parejas, y algunos clubes disponen de una mazmorra de BDSM. Muchos clubes también están equipados con sauna, jacuzzi, piscinas o terraza o instalaciones al aire libre. Los clubes grandes pueden tener su propia discoteca integrada.
Muchos clubes swinger pueden tener una docena o más de salas o cuartos para actividades sexuales, y a menudo suelen estar decorados de forma temática, con muebles a juego. Las habitaciones pueden estar decoradas como oasis tropicales, cuevas o habitaciones con espejos por todas partes. La mayoría suelen tener también salas de voyerismo con ventanas que permiten que clientes tengan relaciones sexuales mientras están siendo observados por otros clientes.
La mayoría de clubes se enfocan en el estilo de vida swinger o de intercambio de parejas. La mayoría de grandes ciudades en América del Norte, América Latina y Europa occidental tienen clubes swinger, muchos de ellos en ubicaciones permanentes, pero a menudo mantienen un perfil bajo. Miles de clubes swinger pueden encontrarse en diversos sitios web para adultos o redes sociales swinger, pero es muy probable que existan muchos otros pequeños clubes de barrio, conocidos solo entre los miembros de la comunidad, que no cuentan con un sitio web. Las reglas de tales clubes pueden variar considerablemente y es posible que no se limiten necesariamente a admitir parejas casadas.
En varios países, estos clubes suelen ser lugares exclusivos y profesionales, ofreciendo un lugar seguro para conocer a otros swingers. Sin embargo, existen algunas diferencias entre clubes y no deben confundirse con simples clubes sociales, grupos swinger o reuniones para conocer personas. La manera más fácil y sencilla de reconocer la diferencia entre clubes swinger y estos otros grupos es que los grupos swinger suelen estar ubicados en lugares permanentes dedicados específicamente a servicios para parejas swinger.
Una diferencia importante entre clubes es la distinción entre clubes swinger que operan en instalaciones o en exteriores. Los clubes swinger en instalaciones son aquellos que ofrecen cuartos o áreas que permiten a las parejas tener actos sexuales ya sea solas o con otras personas. Los clubes externos o fuera de instalaciones en cambio permiten a las parejas encontrarse y, a menudo, socializar, pero sin tener áreas o cuartos donde pueda tener lugar alguna actividad sexual. Clubes más grandes pueden incluir las instalaciones típicas de un club nocturno común, tales como un bar o pistas de baile. Cada club establece sus propias reglas para las actividades que se llevan a cabo en los eventos organizados por el club. Algunos organizan eventos dirigidos a parejas o individuos heterosexuales, otros dirigidos a hombres gay o (muy raramente) a lesbianas, mientras que otros no tienen una política específica de orientación sexual. Otros clubes se enfocan en actividades no convencionales (o las incluyen), tales como gang bangs, BDSM o fetichismo.
Algunos clubes swinger requieren membresía formal y otros requisitos como cuotas de membresía, pruebas de identificación personal, asistir a orientaciones formales, proporcionar resultados de pruebas de ITS o demostrar que se es parte de una relación estable a largo plazo y que se asiste con esa pareja (esto está destinado a minimizar el número de hombres solteros o maridos infieles que asistan). Otros clubes están abiertos a cualquier persona que esté dispuesta a pagar una entrada.
Dependiendo del país, los clubes swinger pueden no estar anunciados directamente al público en general, sino que suelen apoyarse en sus propios sitios web, redes sociales swinger, integración vertical dentro de la industria del entretenimiento para adultos o por medio de publicidad en otros lugares de entretenimiento adulto, en tanto muchos clubes, sitios web, publicaciones, agencias de viajes, complejos turísticos y eventos enfocados en esta comunidad se promocionan unos a otros para beneficio financiero mutuo, pero también con la intención de fomentar la difusión de información adecuada sobre el estilo de vida swinger.

## Subgrupos

### Bisexualidad y personas del mismo sexo
En tanto las actitudes hacia la homosexualidad y la bisexualidad varían según la cultura, el lugar y el género, esto puede afectar el tipo de personas y actividades que participan en clubes swinger.
En los EE. UU. es común la bisexualidad y la bicuriosidad femeninas en la comunidad swinger y tienden a ser la norma entre los participantes. De manera similar, el sitio swinger en línea Swinger Social Network ha señalado que entre su membresía femenina cerca del 50 % de participantes se definen como bisexuales. Por el contrario, la actividad masculina homosexual no suele ser bienvenida, aunque no siempre. Según un reporte sobre «el primer y único [club] totalmente bisexual de Chicago», en opinión de los fundadores, «el estilo de vida [del intercambio de parejas] es muy homofóbico» y «la bisexualidad masculina ha sido borrada», si bien existía un «mercado clandestino». Existen clubes swinger y otras instalaciones para intereses homosexuales y bisexuales de ambos sexos, pero difieren: por ejemplo, saunas gay, muchos de los cuales se vieron obligados a cerrar debido a preocupaciones de transmisión del SIDA, mientras que clubes de mujeres son «raros en comparación» y tienden a organizarse como eventos privados o clubes especializados con gran popularidad para sus eventos.

### Admisión selectiva
La mayoría de los clubes swinger no prohíben la entrada a sus instalaciones por motivos de raza, nacionalidad, apariencia física o edad. En los Estados Unidos, los swinger promedio suelen ser personas casadas, profesionales, de clase media y tienen unos 40 años.
No obstante, swingers más jóvenes en busca de opciones grupales de personas de su edad pueden encontrar que esto no siempre es posible en clubes swinger convencionales debido a la demografía típica. De forma similar, quienes buscan específicamente no encontrar a otros a quienes personalmente consideran poco atractivos a menudo pueden sentirse decepcionados en muchos clubes swinger en tanto los clientes no son seleccionados según sus estándares estéticos. Este deseo de exclusividad basado en el atractivo físico ha dado lugar a que se organicen fiestas oclubes exclusivos que excluyen a las personas por su apariencia o que imponen límites de edad.
Tales eventos de 'swinging selectivo' o 'swinging urbano' incluyen en su mayoría a jóvenes profesionales solteros y sin hijos con edades promedio de hasta 20 años, un grupo de edad a veces ridiculizado como «Ken y Barbie en el estilo de vida swinger» debido al énfasis en la edad y el atractivo físico. Fiestas selectivas a menudo son ridiculizadas por otros swingers como «exclusivas» o «elitistas» y contrarias a la naturaleza abierta y tolerante que, según ellos, debería ser el intercambio de parejas.

## Por región
Durante mucho tiempo secreta, la práctica sexual del intercambio de parejas es ahora más tolerada y abierta a alternativas al «intercambio de esposas» que se realizaba únicamente por iniciativa de los hombres. Proscritos durante mucho tiempo, como otras prácticas sexuales minoritarias, los swingers siguen encontrándose en lugares al aire libre o en clubes privados.
En Francia, está el Village Naturiste Cap d'Agde en Cap d'Agde, un complejo naturista de 120 hectáreas en donde se encuentran con varios clubes swinger, y que se ha establecido como un destino de vacaciones para swingers. En el Caribe, hay complejos vacacionales diseñados como clubes swinger. En Sudamérica, hay clubes swinger en algunas ciudades importantes, mientras que en África y Asia sólo hay unos pocos en total. La asociación NASCA International, con sede en California, organiza clubes y swingers de 27 países.

### Estados Unidos
Existen cientos de clubes swinger en los Estados Unidos, que van desde fiestas en casas o grupos para conocer personas hasta negocios con licencia. Se estima que hay más de 3000 clubes swinger en América del Norte. Puesto que no existe una legislación federal relevante, los requisitos legales y la legalidad de tales establecimientos varían de un estado a otro e incluso de una ciudad a otra. También influyen las leyes de zonificación que regulan la proximidad a escuelas o templos, normas locales y otros factores. La mayoría de los clubes swinger en los EE. UU. y Canadá no sirven bebidas alcohólicas debido a los restrictivos requisitos estatales asociados con una licencia para vender licor, pero algunos permiten a los clientes traer sus propias bebidas.
Uno de los primeros grandes clubes swinger «famosos» en los EE. UU. fue Plato's Retreat en la ciudad de Nueva York. Se inauguró en 1977 y ganó alguna notoriedad porque asistían celebridades, estrellas del porno y parejas adineraadas.

### Canadá
Un fallo judicial de 2005 despenalizó los clubes sexuales privados en Canadá, lo que  ha permitido que muchos clubes nuevos abran. 

### Alemania
Había en Alemania alrededor de 340 clubes swinger registrados para 2017.

### Reino Unido
El intercambio de parejas es popular en el Reino Unido, donde existen más de 150 clubes, que varían desde locales especialmente dedicados al swinging hasta hoteles y clubes recreativos adaptados al estilo de vida swinger. Algunos ofrecen alojamiento además de comida y bebida para complementar la experiencia de swinging. Además de estos clubes, existen en el Reino Unido muchos grupos de intereses especiales en línea enfocados en un fetiche o aspecto particular de un estilo de vida sexualmente liberado. Tales grupos virtuales suelen realizar eventos ocasionales en clubes swinger o lugares privados. Estimaciones conservadoras sugieren que existe alrededor de 1 millón de swingers en el Reino Unido. El popular sitio de redes sociales swinger Fab Swingers atrae más de 25 millones de visitas mensualmente, de las cuales el 90 % provienen del Reino Unido.